# Willenhall
Willenhall este un oraș în comitatul West Midlands, regiunea West Midlands, Anglia. Orașul se află în districtul metropolitan Walsall a cărui reședință este.